# Ján Turčányi
Ján Turčányi (* 1. června 1946), uváděný také jako Ján Turcsányi, je bývalý slovenský fotbalový útočník.

## Fotbalová kariéra
V československé lize hrál za Tatran Prešov. Nastoupil ve 148 ligových utkáních a dal 24 ligových gólů. V Poháru vítězů pohárů nastoupil ve 4 utkáních a dal 3 góly a v Poháru UEFA nastoupil ve 2 utkáních. Finalista Československého poháru 1966.

## Ligová bilance
| Ročník                                   | Zápasy | Góly | Minuty | Klub          |
| ---------------------------------------- | ------ | ---- | ------ | ------------- |
| 1. československá fotbalová liga 1965/66 | 9      | 0    | 810    | Tatran Prešov |
| 1. československá fotbalová liga 1969/70 | 29     | 4    | 2 545  | Tatran Prešov |
| 1. československá fotbalová liga 1970/71 | 20     | 3    | 1 735  | Tatran Prešov |
| 1. československá fotbalová liga 1971/72 | 30     | 6    | 2 616  | Tatran Prešov |
| 1. československá fotbalová liga 1972/73 | 30     | 7    | 2 673  | Tatran Prešov |
| 1. československá fotbalová liga 1973/74 | 30     | 4    | 2 700  | Tatran Prešov |
| CELKEM I. ČS. LIGA                       | 148    | 24   | 13 079 |               |